# Aceria anthocoptes
Aceria anthocoptes е вид микроскопично паякообразно от семейство Eriophyidae. Традиционно е приемано, че са разпространени в Европа, но през последните години са наблюдавани и в различни части на Северна Америка. Те са вредители по културните растения, върху които паразитират. Провеждат се изследвания за използването им като биологичен агент за контрол на определени видове плевели.